# ㅛ
ㅛ(요)는 한글 낱자 중 스무 번째 글자이다. 현대 한국어에서는 이중모음이다. 국제 음성 기호로는 [ jo̞ ]로 나타낸다.

《훈민정음해례》에서는 ㆍ와 ㅡ를 합해 만들었다고 설명하고 있다. 
| 종류                  | 글자 | 유니코드 | HTML     |
| --------------------- | ---- | -------- | -------- |
| 한글 호환 자모 영역   | ㅛ   | U+315B   | &#12635; |
| 한글 자모 영역        | ᅟㅛ | U+116D   | &#4461;  |
| 한양 사용자 정의 영역 |   | U+F828   | &#63528; |
| 반각                  | ￒ    | U+FFD2   | &#65490; |